# Право на достатній рівень життя

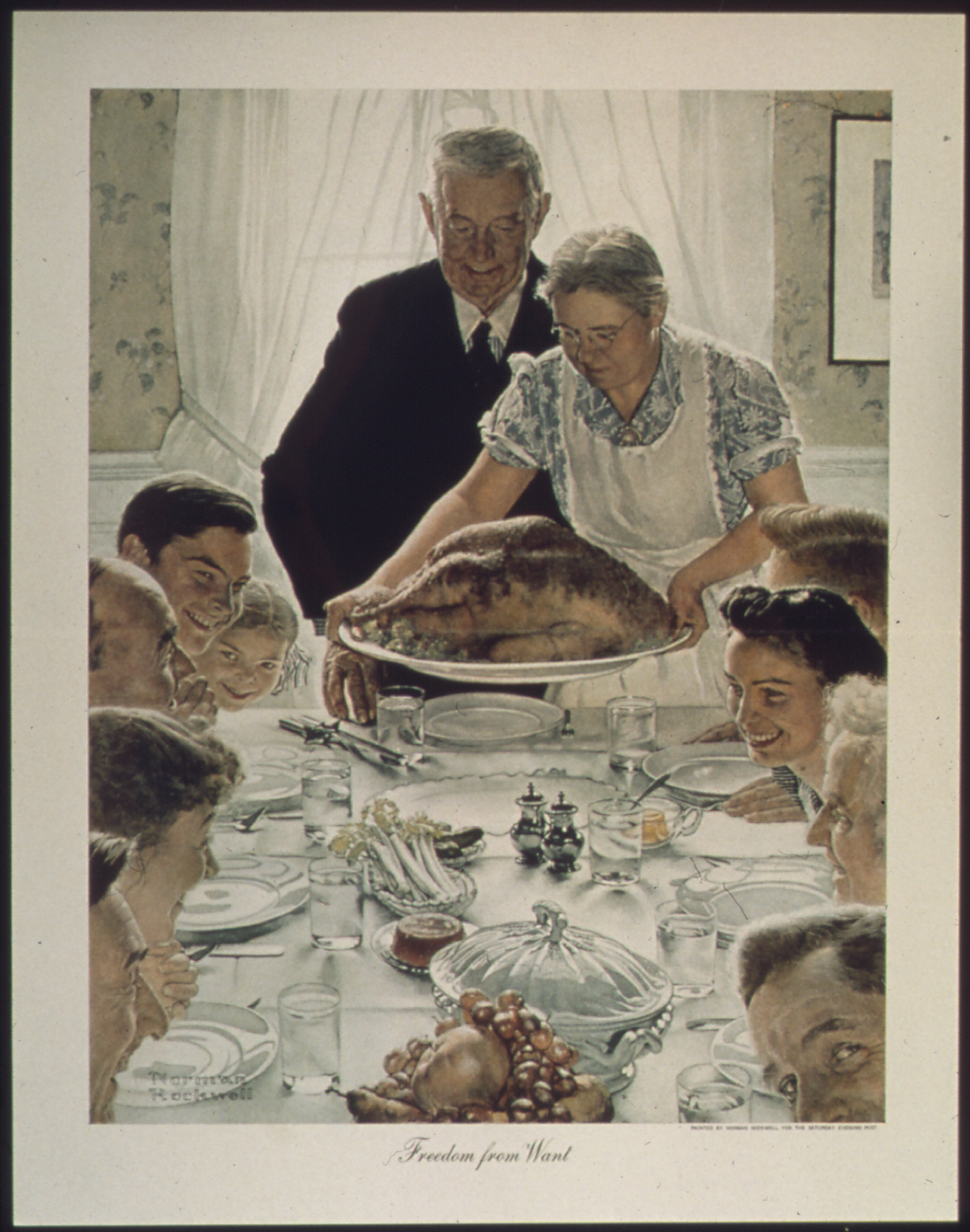
Свобода від потреби (1943) художника Нормана Роквелла

Право на достатній життєвий рівень є основним правом людини. Це частина Загальної декларації прав людини, яка була прийнята Генеральною Асамблеєю ООН 10 грудня 1948 року.
|  | Кожен має право на такий життєвий рівень, включаючи їжу, одяг, житло, медичний догляд та необхідне соціальне обслуговування, який є необхідним для підтримання здоров'я і добробуту його самого та його сім'ї, і право на забезпечення на випадок безробіття, хвороби, інвалідності, вдівства, старості чи іншого випадку втрати засобів до існування через незалежні від нього обставини. |

Крім того, це було записано в статті 11 Міжнародного пакту ООН про економічні, соціальні та культурні права.
Попередник цього права, Свобода від потреби, є однією з Чотирьох свобод, про які американський президент Франклін Д. Рузвельт говорив у своєму положенні Союзу 6 січня 1941 року. Згідно з Рузвельтом, це право має мати кожна людина в усьому світі. Рузвельт описав своє третє право так:
|  | По-третє, це свобода від потреби, що в перекладі на світові терміни означає економічне розуміння, яке забезпечить кожній нації здорове мирне життя для її жителів у будь-якій точці світу. |